# 长管黄芩
长管黄芩（学名：Scutellaria macrosiphon），为唇形科黄芩属下的一个植物种。其种加词“macrosiphon ”意为“具长管的”、“具长筒的”。